# 威廉·亚当斯·理查森
威廉·亚当斯·理查森（William Adams Richardson，1821年11月2日—1896年10月19日），美国政治家，美国共和党人，曾任美国财政部长（1873年-1874年）。
| 前任： 乔治·S·鲍特韦尔 | 美国财政部长 1873年 - 1874年 | 繼任： 本杰明·布里斯托 |